# روبرت فينتوري
روبرت فينتوري (بالإنجليزية: Robert Charles Venturi)‏ من أشهر المعماريين من مواليد 25 حزيران 1925 الولايات المتحدة الأمريكية. صاحب المقولة الشهيرة "less is a bore" التي خالفت نظربة المعماري مس فان دي رو "less is more" والتي تؤيد البساطة في كل شيء حتى في المواد الانشائية.
ومن أقوال روبرت فنتوري (1966):
" أحب التعقيد والتناقض في العمارة. ولا أحب عدم الاتساق والعشوائية وعدم الكفاءة، أو التعقيد التعبيرية الخلاب. أود أن أشير إلى عمارة معقدة ومتناقضة تعتمد على ثراء وغموض الخبرة الحديثة، بما في ذلك الخبرة المتعلقة بالفن.... أنا مع الفوضى المليئة بالحيوية وليس مع التركيبات الواضحة الروتينية. أنا مع الثراء أكثر من وضوح المعاني .... الأكثر لا يساوي الأقل.